# Dicranopteris weatherbyi
Dicranopteris weatherbyi là một loài dương xỉ trong họ Gleicheniaceae. Loài này được Glassman mô tả khoa học đầu tiên năm 1952.
Danh pháp khoa học của loài này chưa được làm sáng tỏ. 